# 1940 en musique
| \| • Retour à la chronologie générale de la musique populaire • \| |
| XXIe siècle • XXe siècle • XIXe siècle • XVIIIe siècle XVIIe siècle • XVIe siècle • XVe siècle • XIVe siècle XIIIe siècle • XIIe siècle • XIe siècle • Xe siècle IXe siècle • VIIIe siècle • Haut Moyen Âge • Rome • Grèce |
| • Retour à la chronologie générale de la musique populaire • |

| • Retour à la chronologie générale de la musique populaire • |

| Années de la musique populaire : 1937 - 1938 - 1939 - 1940 - 1941 - 1942 - 1943    |
| Décennies de la musique populaire : 1910 - 1920 - 1930 - 1940 - 1950 - 1960 - 1970 |

Cet article présente les faits marquants de l'année 1940 en musique.

## Évènements
- Juin : fondation du chœur de garçons norvégien Sølvguttene

## Principaux albums de l'année
- Octobre : Nuages, disque de Django Reinhardt.

## Succès de l'année enFrance
- 28 janvier : Revue Paris-London, avec Joséphine Baker et Maurice Chevalier.

## Naissances
- 9 janvier : Barbara Buczek, compositrice polonaise.
- 9 mars : Jean-Jacques Debout, auteur-compositeur-interprète français.
- 10 mars : Louis Moholo, batteur de jazz sud-africain († 13 juin 2025).
- 15 mars : Phil Lesh, bassiste et chanteur américain du groupe de rock psychédélique Grateful Dead  († 25 octobre 2024) .
- 21 mars : Solomon Burke, chanteur de soul américain († 10 octobre 2010).
- 27 mars, Janis Martin, chanteuse de rockabilly américaine († 3 septembre 2007).
- 10 mai : Arthur Alexander, chanteur de rhythm & blues américain († 9 juin 1993).
- 19 mai : Mickey Newbury, pionnier du mouvement Outlaw et un des premiers chefs de file des songwriters († 29 septembre 2002).
- 2 juin : Earl Young, batteur de musique soul américain.
- 23 juin : Stuart Sutcliffe, bassiste britannique, ancien membre des Beatles († 10 avril 1962).
- 16 août : Gordon "Snowy" Fleet, batteur britannique, membre du groupe de rock The Easybeats.
- 7 juillet : Ringo Starr, batteur du groupe de rock britannique The Beatles .
- 10 septembre : Roy Ayers, musicien américain († 4 mars 2025)
- 9 octobre : John Lennon, parolier, compositeur, guitariste et chanteur du groupe de rock britannique The Beatles († 8 décembre 1980).
- 14 octobre : Cliff Richard, chanteur et guitariste de rock 'n' roll britannique, leader du groupe The Shadows.
- 18 octobre : Jacques Higelin, chanteur et comédien français († 6 avril 2018).
- 29 octobre : Frida Boccara, chanteuse française, 1er Prix Eurovision 1969 († 1er août 1996)
- 21 novembre : Dr. John, pianiste et chanteur de blues-rock américain  († 9 juin 2019) .
- 25 novembre : Percy Sledge, chanteur de soul américain  († 14 avril 2015) .
- 14 décembre : Henri Dès, auteur-compositeur-interprète suisse.
- 21 décembre : Frank Zappa, compositeur américain, fondateur du groupe de rock The Mothers of Invention († 4 décembre 1993).

## Principaux décès
- 8 août, Chicago : Johnny Dodds, clarinettiste de jazz.